# Professeur Tornada
Le Professeur Tornada est un personnage de fiction créé par André Couvreur dont les aventures littéraires furent publiées dans sept volumes parus entre 1909 et 1939. Archétype du savant fou de génie de la littérature populaire du début du XXe siècle, le professeur Tornada est à l’origine d’inventions extraordinaires mais farfelues.

## Présentation du personnage

### Un savant de génie
Le Professeur Tornada illustre le savant fou — certes non malfaisant —, mais qui anticipe néanmoins les dérives possibles de la science. En proclamant le potentiel illimité de celle-ci, il met au point d’extraordinaires inventions, souvent farfelues, mais qui tournent presque toujours au fiasco.
Lors de sa première apparition, dans Une invasion de macrobes (1909), il révèle publiquement qu'il est capable de développer la taille des microbes. Moqué par ses pairs, il se retire dans son laboratoire situé dans la forêt de Rosny et lâche sur Paris des microbes de taille gigantesque pour se venger.
Il apparaît dans le conte de presse Les Alliés (1917) sous le nom du brillant chirurgien « Docteur Danator », et s’amuse à recoudre ensemble deux officiers — allemand et bulgare — dont il ne restait à chacun que le tronc.
Dans sa mégalomanie, Tornada cherche à corriger les « erreurs » de la nature grâce à des opérations chirurgicales. C'est ainsi qu'il change le sexe d'un homme sans même lui demander son avis dans L'Androgyne (1922) ou qu'il crée sous le pseudonyme du professeur Danator un être asexué luminescent dans Le Valseur phosphorescent (1923).
Les Mémoires d’un immortel (1924) met en scène le professeur proposant son aide à un ami. En effet, afin de voir comment réagira sa femme une fois veuve, Tornada lui inocule une substance le laissant pour mort. Il réapparaît finalement pour donner l’antidote à son ami et le ressusciter.
Dans Le Biocole (1927), il trouve le moyen de prolonger la vie indéfiniment grâce à des opérations chirurgicales (remplacement des organes défectueux par d’autres prélevés sur des animaux) et à la soumission de l’opéré à un rayonnement revitalisant. Néanmoins, ses actions entraînent tout d’abord un surpeuplement, la misère, puis une guerre civile. Malgré ses profits et l’augmentation de son domaine à la taille d’un département, il finit par prendre conscience du mal qu’il génère et décide de stopper ses lucratives activités. Toujours préoccupé à améliorer l’humanité, il met néanmoins au point des « ondes tornadiennes » — des rayons ultra-verts — qui permettent de régénérer les tissus vivants et de redonner la jeunesse et la beauté à un visage dans Le Cas de la baronne Sasoitsu (1939)

### Évolution du Professeur Tornada
Au début de sa carrière littéraire, André Couvreur met en scène le docteur Caresco, un chirurgien totalement amoral et abominable dans Le Mal nécessaire (1899). Après l’avoir le tué en 1904 dans Caresco, surhomme, l’écrivain lui donne un successeur en la personne du terrible professeur Tornada en 1909.
Après une première aventure dans laquelle il sème la désolation dans Paris, André Couvreur reprend son personnage treize ans plus tard en transformant néanmoins son caractère vindicatif et atrabilaire, en un caractère plus grand-guignolesque. Le thème lui-même du changement de sexe d’un homme contre sa volonté qui aurait pu être tragique est d’ailleurs traité sur le ton vaudeville par l’auteur. Le succès du roman L’Androgyne incite André Couvreur à éditer sa série chez un éditeur de qualité. C’est pourquoi, l’année suivante il signe avec Albin Michel pour la parution de quatre volumes sous le titre générique « Fantaisies du professeur Tornada ».
Au fil des récits, le professeur Tornada évolue profondément. Le misanthrope de la première aventure s’est progressivement humanisé, a trouvé des amis et agit même quelques fois avec philanthropie malgré des résultats toujours aussi catastrophiques.

## Œuvres faisant intervenir le Professeur Tornada

### Par André Couvreur
Les aventures originales du professeur Tornada s'étalent sur sept récits. En 1939, André Couvreur entreprend l’écriture d'une huitième aventure intitulé La Mort du Soleil pour laquelle il écrit seulement les six premiers chapitres. L’intrigue se déroule durant la débâcle alors qu’un couple et leurs enfants se réfugient chez le professeur Tornada. Tandis que le soleil s’obscurcit sous l’effet nocif des bombes allemandes, Tornada cherche à profiter du désastre écologique pour devenir le maître du monde.
1. Une invasion de macrobes (1909)
2. Les Alliés (1917)
3. L’Androgyne (1922)
4. Le Valseur phosphorescent (1923)
5. Les Mémoires d'un immortel (1924)
6. Le Biocole (1927)
7. Le Cas de la baronne Sasoitsu (1939)

### Par d'autres auteurs
Le personnage de Tornada eut droit à de nouvelles aventures dans la série anthologique Les Compagnons de l'Ombre, dirigée par Jean-Marc Lofficier, où il côtoie d'autres personnages de fiction tels que Félifax, Judex ou encore le docteur Cornélius Kramm,.